# Tremper Kill
Tremper Kill – rzeka w stanie Nowy Jork, w hrabstwie Delaware, uchodząca do zbiornika retencyjnego Pepacton Reservoir na wysokości 390 m n.p.m. Zarówno długość cieku, jak i powierzchnia zlewni nie zostały oszacowane przez USGS. Jedynym opisanych dopływem rzeki jest Liddle Brook.